# Epomophorus dobsonii
Epomophorus dobsonii is een zoogdier uit de familie van de vleerhonden (Pteropodidae). De wetenschappelijke naam van de soort werd voor het eerst geldig gepubliceerd door  Bocage in 1899.

## Voorkomen
De soort komt voor van Angola tot Rwanda, Tanzania, Malawi en het noorden van Botswana.